# 黃飛鴻之鐵雞鬥蜈蚣
《黃飛鴻之鐵雞鬥蜈蚣》是1993年香港武術電影，「黃飛鴻系列電影」的衍生作品，由王晶導演，袁和平和袁祥仁任動作設計，李連杰、張敏、徐忠信、張衛健、梁家仁和袁詠儀等主演。

## 劇情
黃飛鴻也會做糗事：聽信弟子梁寬（梁家仁 飾）及牙擦蘇（張衛健 飾），他竟把寶芝林搬到了妓院旁邊。但這令他的衆弟子喜上眉梢。妓院老闆黃獅虎（陳百祥 飾）將黃飛鴻視作偶像，一心想拜他爲師，卻不被理會，其妹妹（袁詠儀 飾）等妓女更是被他敬而遠之。清廷命官雷一笑（徐忠信 飾）實是義和團餘孽，他勾結上級官員及能仁寺花和尚擄掠女性，準備將她們販賣到南洋。 劇情簡介: 黃飛鴻得知雷的陰謀後，開始想辦法將被搶女性解救，被雷視作眼中釘。不久他同梁寬、牙擦蘇等人表演舞獅時，因之前爲救治病人拿自己當實驗品服用西藥，雙耳突然失聰，被雷及其手下裝扮的蜈蚣擊敗。回佛山醫治路上，他遇到將他誤會的鐵燕（張敏 飾）和其父親，他們從四川來到廣州找尋失蹤的妹妹時，曾因聽聞雷一笑與黃飛鴻的對話將兩人視爲一夥。

## 角色
| 演員     | 角色        | 備註                                     | 粵語配音 |
| -------- | ----------- | ---------------------------------------- | -------- |
| 李連杰   | 黃飛鴻      |                                          | 朱子聰   |
| 張敏     | 鐵燕兒      | 鐵師傅之女                               | 何錦華   |
| 徐忠信   | 雷一笑/雷飛 | 綽號笑面虎，清廷武官，實為義和拳中人     | 馮永和   |
| 張衛健   | 阿蘇        |                                          | 張衛健   |
| 梁家仁   | 梁寬        |                                          | 梁家仁   |
| 袁詠儀   | 九姑娘      | 黃獅虎契妹                               | 沈小蘭   |
| 陳百祥   | 黃獅虎      | 香芝館老闆，崇拜黃飛鴻                   | 陳百祥   |
| 朱鐵和   | 鐵師傅      | 山西武林中人，鐵燕兒之父                 |          |
| 劉家輝   | 了空真人    | 操控廣州能仁寺，出身少林，實為義和拳中人 | 陳永信   |
| 苑瓊丹   |             | 香芝館鴇母                               | 苑瓊丹   |
| 梁珮瑚   | 青霞        | 香芝館妓女                               |          |
| 賈天怡   | 楚紅        | 香芝館妓女                               |          |
| 張蘭英   | 曼玉        | 香芝館妓女                               |          |
| 林迪安   | 汪洋大盜    | 被雷一笑假意釋放，試探黃飛鴻武功         |          |
| 王天林   |             | 省城四大商會代表                         |          |
| 白文彪   |             | 省城四大商會代表                         |          |
| 司馬華龍 |             | 省城四大商會代表                         |          |
| 羅浩楷   | Robert      | 阿蘇契表哥，佯裝裁縫，實為義和拳中人     |          |
| 鍾發     | 元龍        | 義和拳壇主，神打孫悟空附體               |          |
| 歐瑞偉   | 元虎        | 義和拳壇主，神打關帝附體                 |          |
| 元武     | 元豹        | 義和拳壇主，神打哪吒附體                 |          |
| 金彪     |             | 知府大人                                 |          |
| 李華月   |             |                                          |          |
| 秦貴寶   | 能仁寺僧人  |                                          |          |

## 製作
片名源於關德興主演之黃飛鴻電影系列中的《黃飛鴻鐵雞鬥蜈蚣》（1956年）。

### 選角
張衛健繼1992年主演無綫電視劇集《我愛牙擦蘇》後，再演牙擦蘇。
梁家仁繼1981年電影《勇者無懼》後，再演梁寬。

## 外部連結
- 香港影庫上《黃飛鴻之鐵雞鬥蜈蚣》的資料（繁體中文）
- 互联网电影数据库（IMDb）上《黃飛鴻之鐵雞鬥蜈蚣》的资料（英文）
- 豆瓣电影上《黃飛鴻之鐵雞鬥蜈蚣》的資料 （简体中文）
- 时光网上《黃飛鴻之鐵雞鬥蜈蚣》的資料（简体中文）
- 爛番茄上《黃飛鴻之鐵雞鬥蜈蚣》的資料（英文）
- AllMovie上《黃飛鴻之鐵雞鬥蜈蚣》的资料（英文）